# Рафаель Відаль
Рафаель Відаль (ісп. Rafael Vidal, 6 січня 1964 — 12 лютого 2005) — венесуельський плавець.
Призер Олімпійських Ігор 1984 року, учасник 1980 року.
Призер Панамериканських ігор 1983 року.